# Fumarato de potasio
El fumarato de potasio es una sal potásica del ácido fumárico. En la industria alimentaria se codifica como E 366 y suele emplearse como un regulador de acidez de algunos alimentos procesados.

## Propiedades
El fumarato de potasio, al igual que otras sales del ácido fumárico en combinación con un aminoácido proporcionan un aumento en sus prestaciones de solubiidad en agua. Además de proporcionar funciones como regulador de pH, su capacidad de incorporar iones de potasio le convierte como uno de los acondicionadores de masa en los alimentos. 

## Usos
Se empela como regulador de la acidez en algunos alimentos. De la misma forma se emplea en algunas ocasiones como un suplemento dietético para el suministro de mineral potasio en aquellos casos de carencia del mismo. 